# Dicranomyia loarinna
Dicranomyia loarinna là một loài ruồi trong họ Limoniidae. Chúng phân bố ở miền Australasia.